# Ferrierite-Na
La ferrierite-Na è un minerale.

## Etimologia
Il nome è in onore dell'ingegnere minerario e geologo canadese Walter Frederick Ferrier (1865-1950).